# (500512) 2012 TV288
(500512) 2012 TV288 es un asteroide perteneciente al cinturón de asteroides, descubierto el 17 de noviembre de 2007 por el equipo del Mount Lemmon Survey desde el Observatorio del Monte Lemmon, Arizona, Estados Unidos.

## Designación y nombre
Designado provisionalmente como 2012 TV288.

## Características orbitales
2012 TV288 está situado a una distancia media del Sol de 3,059 ua, pudiendo alejarse hasta 3,300 ua y acercarse hasta 2,818 ua. Su excentricidad es 0,078 y la inclinación orbital 10,14 grados. Emplea 1954,69 días en completar una órbita alrededor del Sol.

## Características físicas
La magnitud absoluta de 2012 TV288 es 16,6. 